# Microrégion d'Erechim
La microrégion d'Èrechim est une des microrégions du Rio Grande do Sul appartenant à la mésorégion du Nord-Ouest du Rio Grande do Sul. Elle est formée par l'association de trente municipalités. Elle recouvre une aire de 5 710,341 km2 pour une population de 217 894 habitants (IBGE - 2005). Sa densité est de 38,2 hab./km2. Son IDH est de 0,778 (PNUD/2000). Elle est limitrophe de l'État de Santa Catarina.

## Municipalités[1]
- Aratiba
- Áurea
- Barão de Cotegipe
- Barra do Rio Azul
- Benjamin Constant do Sul
- Campinas do Sul
- Carlos Gomes
- Centenário
- Cruzaltense
- Entre Rios do Sul
- Erebango
- Erechim
- Erval Grande
- Estação
- Faxinalzinho
- Floriano Peixoto
- Gaurama
- Getúlio Vargas
- Ipiranga do Sul
- Itatiba do Sul
- Jacutinga
- Marcelino Ramos
- Mariano Moro
- Paulo Bento
- Ponte Preta
- Quatro Irmãos
- São Valentim
- Severiano de Almeida
- Três Arroios
- Viadutos

## Microrégions limitrophes
- Sananduva
- Passo Fundo
- Frederico Westphalen
- Chapecó (Santa Catarina)
- Concórdia (Santa Catarina)